# شپش ماسه
شپش ماسه (نام علمی: Talitrus) نام یک سرده از تیره ماسه‌شپشان است.